# Daniel Engelhard (Architekt)
Daniel Engelhard (* 12. April 1788 in Kassel; † 13. Oktober 1856 ebenda; vollständiger Name: Johann Daniel Wilhelm Eduard Engelhard) war ein deutscher Architekt und hessen-kasselscher bzw. kurhessischer Baubeamter. Insbesondere seine Kirchenbauten erzielen ihre Wirkung durch den konsequenten Gebrauch elementargeometrischer Formen wie Achteck oder Quadrat. Sie stehen in der Tradition antiker Pavillonarchitektur und brechen mit dem regional-romantischen Bauen jener Zeit.

## Biografie

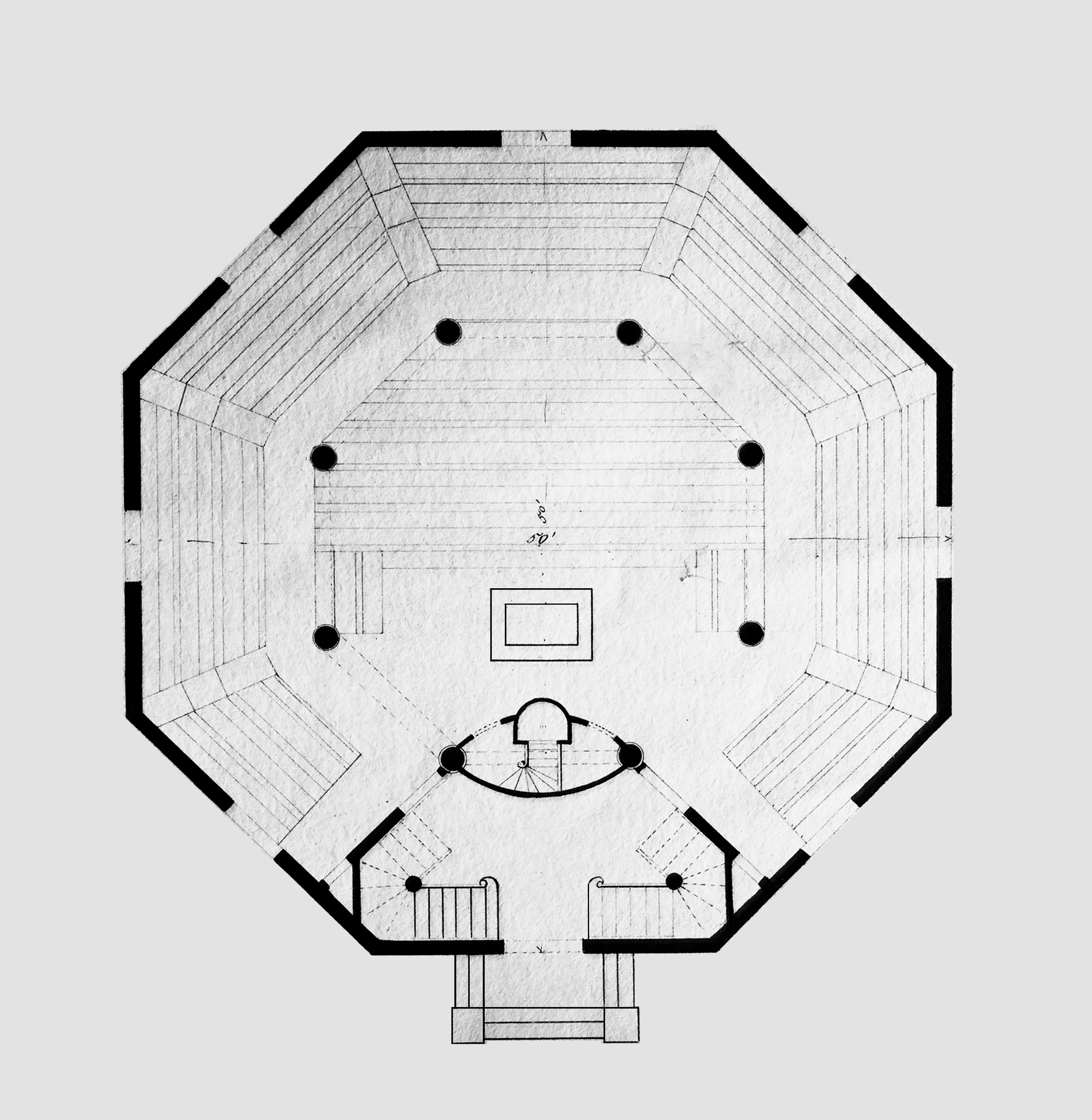
Entwurf der Kirche in Heimarshausen

Engelhard war der Sohn von Wilhelm Heinrich Albrecht Engelhard (1754–1818), einem hessen-kasselschen Ingenieur-Kapitän (seit 1777) und zuletzt kurfürstlich hessischen Generalleutnant und Artillerie-Chef. Seine Mutter war Konradine geb. Schwarzenberg. Sein Großvater war Regnerus Engelhard, ein älterer Bruder des Vaters war Johann Philipp Engelhard. Seine Kusine war Karoline Engelhard und sein Vetter Wilhelm Gotthelf Engelhard. Engelhard heiratete in Rom Annunciata geb. Bossi. Sein Sohn war Gottlob Engelhard, ebenfalls Architekt und späterer Hofbaudirektor in Kassel. Philippine Engelhard soll seine Schwester gewesen sein.
1809 unternahm er eine längere Studienreise nach Italien. Erkenntnisse aus dieser Reise veröffentlichte er 1838 als Instruction für junge Architekten zu Reisen nach Italien in Crelle’s Journal der Baukunst. Nach seiner Rückkehr trat er 1810 in den königlich westfälischen Staatsdienst ein. Später war er Oberbaumeister in Kassel. Sein damaliger Vorgesetzter war der Oberbaudirektor Johann Conrad Bromeis. Zeitweilig übte er die Funktion des Kasseler Landbaumeisters aus, und er wurde im Rang eines Oberhofbaumeisters pensioniert.
Engelhard verkehrte in Kasseler Künstlerkreisen.

### Goethe-Bekanntschaft
Engelhard hielt sich vor seiner Reise nach Italien vom Herbst 1808 bis Ende Januar 1809 in Weimar auf, wo er zum Kreise um Johanna Schopenhauer gehörte. Er besuchte dort (wahrscheinlich mehrmals) auch Johann Wolfgang von Goethe. Vermutlich erzählte er Goethe über seine Begeisterung zu mittelalterlicher Kunst. Nach Jacob Grimm, einem Freund und Kasseler Nachbarn Engelhards, galt der als Vorbild für den fiktiven jungen Architekten in Goethes 1809 erschienenem Werk Die Wahlverwandtschaften. Goethe selbst schrieb in seinen Tag- und Jahresheften, Abschnitt 1811:

„Man wollte behaupten, ich habe ihn in früherer Zeit als Musterbild seines Kunstgenossen in den „Wahlverwandtschaften“ im Auge gehabt“

## Bauten (Auswahl)

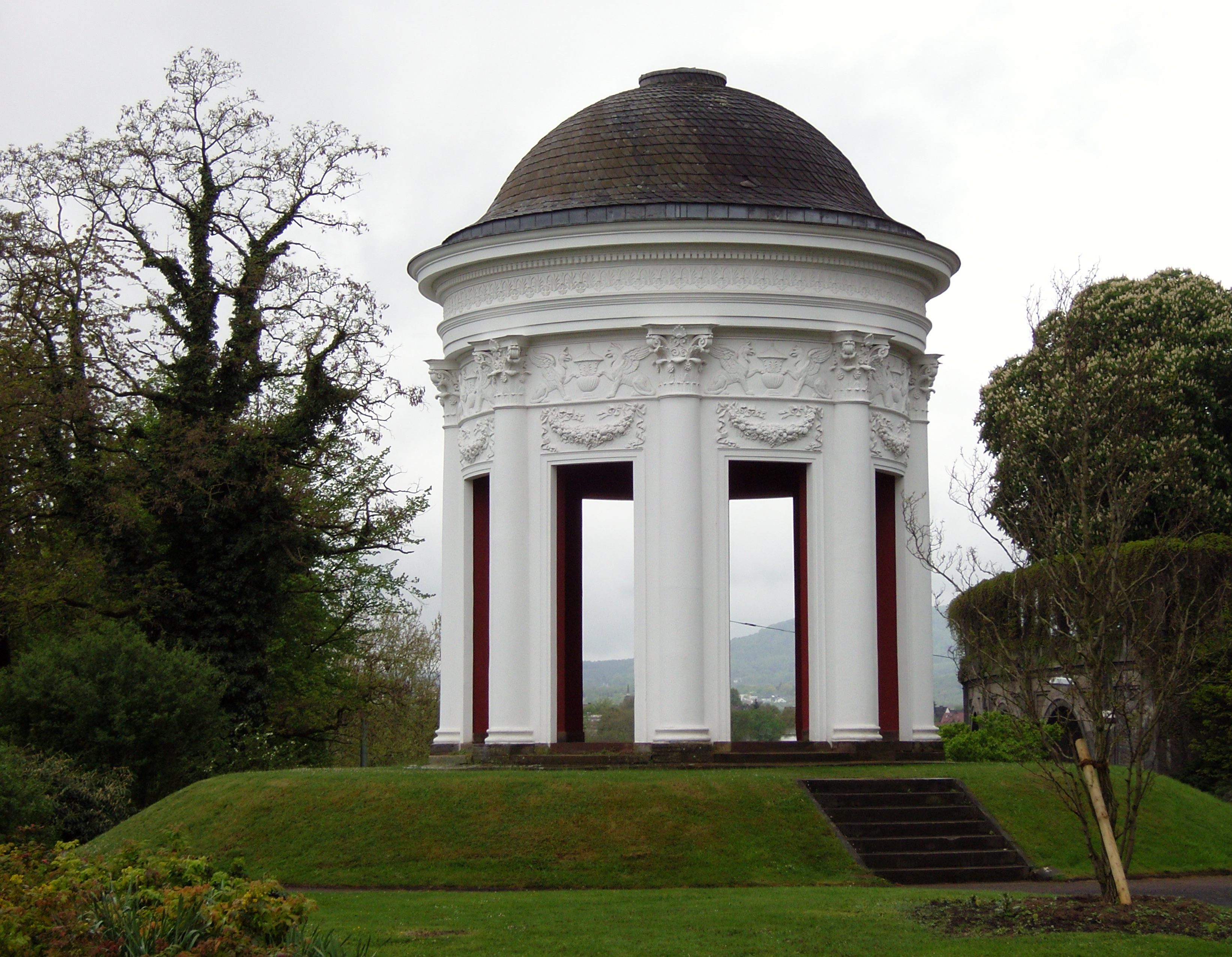
Der Frühstückspavillon in Kassel

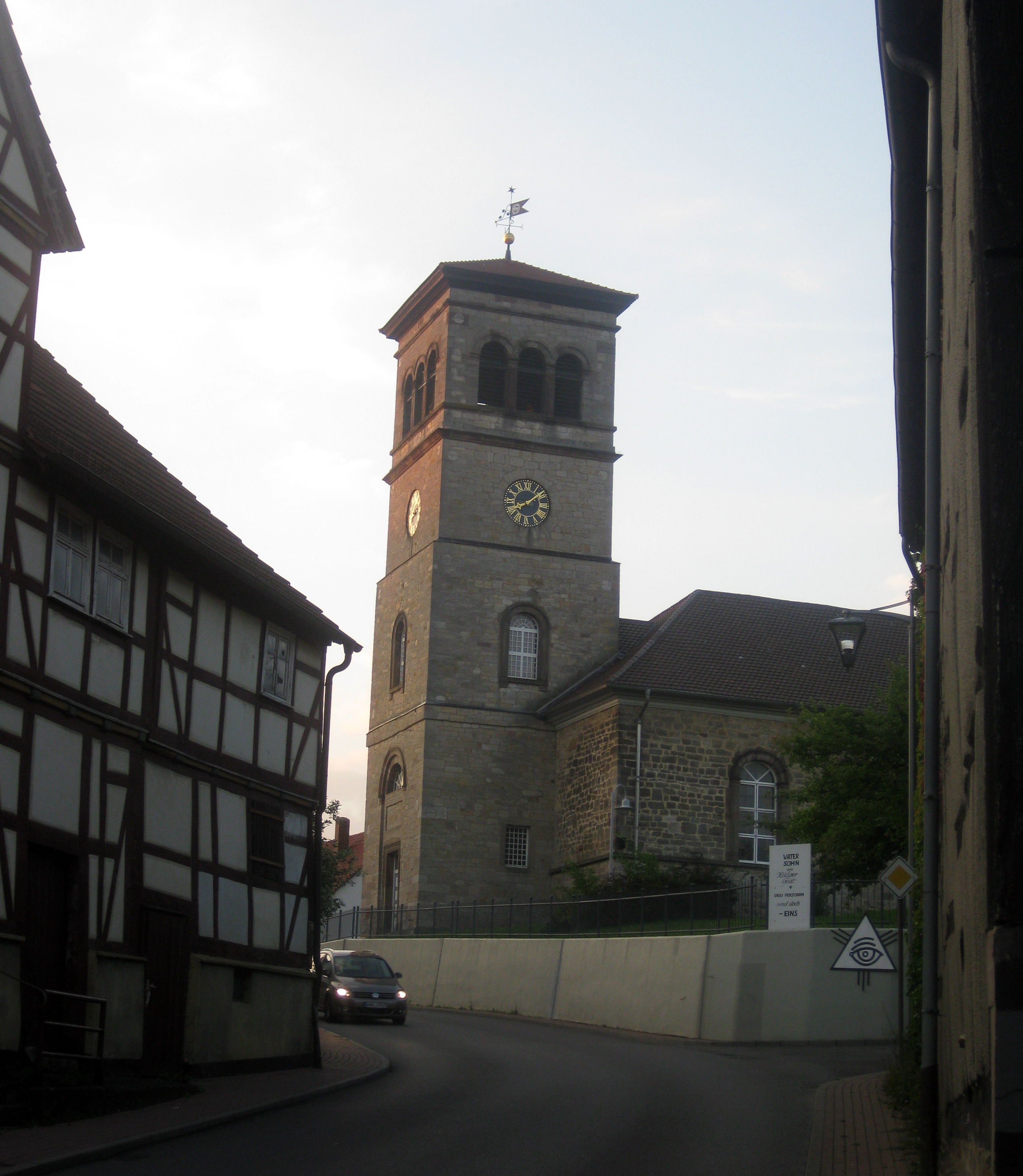
Die Evangelische Kirche Vollmarshausen

- Um das Jahr 1812 war Engelhard an der Planung des Landschaftsparks Althaldensleben-Hundisburg beteiligt.[10]
- Etwa 1815 errichtete er in Kassel oberhalb der Karlsaue am Ende der „Schönen Aussicht“ den noch bestehenden Frühstückspavillon als freistehenden Rundtempel (Monopteros) und Frühstückspavillon des Kurfürsten Wilhelm I.[11][12][13]
- Von Engelhard (und Heinrich Christoph Jussow[14]) stammten die Entwürfe, nach der die „Kattenburg“ anstelle der 1811 unter König Jérôme von Westphalen abgebrannten Stammburg der hessischen Landgrafen errichtet werden sollte. Der Bau, der 1820 unter Kurfürst Wilhelm I. begonnen wurde, wurde nie vollendet und wurde später durch das Justiz- und Regierungsgebäude ersetzt.[15]
- 1821 Entwurf für die Thomaskirche (Oberzwehren)
- 1825 entstand die von ihm geplante quadratische, evangelische Saalkirche mit mittig aufgesetztem Turm in Grebenstein-Schachten.
- Die Pläne der 1829/30 fertiggestellten evangelischen Kirche in Oedelsheim, einem Saalbau von fünf Fensterachsen mit geschlossener Apsis im Westen und Zugang durch einen Turm im Osten, sollen von ihm stammen.[16]
- Von 1833 bis 1834 wurde die evangelische Kirche in Heimarshausen von ihm gebaut.[11] Sie ist der einzige achteckige Kirchenbau in der Region.
- In den Jahren 1838 bis 1839 entstand die Evangelische Kirche Vollmarshausen in Lohfelden nach seinen Plänen.
- Engelhard errichtete für sich selbst eine Villa in Kassel. Das ungewöhnliche, heute nicht mehr existierende Gebäude am Ständeplatz 14 wurde von den Bewohnern Kassels spöttisch als „Engelsburg“ bezeichnet.[17]
- Umgestaltung des Parks der Familie Nathusius in Althaldensleben und Hundisburg[18]

- Im Jahr 1845 schlug er vor, den zu errichtenden Bahnhof in Kassel auf dem Möncheberg zu bauen. Dazu sollte das Ahnetal überbrückt werden. Der Plan wurde von Friedrich Wilhelm I. nicht akzeptiert. Von 1852 bis 1856 wurde dann der Kasseler Hauptbahnhof als Kopfbahnhof an einem anderen Ort errichtet. Die Pläne des Neubaues stammten von Engelhards Sohn, Gottlob Engelhard.

## Veröffentlichungen (Auswahl)
- Instruction für junge Architekten zu Reisen nach Italien. In: Crelle’s Journal der Baukunst. Band XI und XII, auch separat abgedruckt, G. Reimer, Berlin 1838.
- Beschreibung der in Pompeji ausgegrabenen Gebäude. G. Reimer, Berlin 1843.
- Der Bau der Kattenburg zu Kassel. Bericht des Oberbaumeisters. 1845. (Wiedergabe in: Versuch einer Deutung der naturgeschichtlichen Grundlagen für die frühe Entwicklung des Platzes Kassel. Anhang: Der Bau der Kattenburg zu Kassel. In: ZVHessG 69, 1958, S. 29–32.)
- Schinkel's Architekturschule in Norddeutschland. In: Allgemeine Bauzeitung. 1847, S. 271 ff.[19]